# Regió del Nord-oest (Camerun)
Regió Nord-Oest  és una de les deu regions de la República de Camerun. La seva capital és la ciutat de Bamenda.

## Departaments
Aquesta regió posseeix una subdivisió interna composta pels següents departaments:
- Boyo
- Bui
- Donga-Mantung
- Menchum
- Mezam
- Momo
- Ngo-ketunjia

## Territori i població
La regió Nord-oest té una superfície de 17.812 km². Dins de la mateixa resideix una població composta per 2.002.135 persones (xifres del cens de l'any 2005). La densitat poblacional dins d'aquesta província és de 112,4 habitants per km².